# Jones-Syndrom
Das Jones-Syndrom ist eine sehr seltene angeborene Erkrankung mit den Hauptmerkmalen einer Fibromatose des Zahnfleisches und einer zunehmenden Schallempfindungsstörung.
Es handelt sich dabei um eine Sonderform einer hereditären gingivalen Fibromatose.
Die Bezeichnung bezieht sich auf den Erstautor der Erstbeschreibung aus dem Jahre 1977 durch G. Jones.

## Verbreitung und Ursache
Die Häufigkeit wird mit unter 1 zu 1.000.000 angegeben, bislang wurden zwei Familien über mehrere Generationen beschrieben.
Die Vererbung erfolgt autosomal-dominant.
Eine nicht-familiäre Variante wurde beschrieben.

## Klinische Erscheinungen
Klinische Merkmale sind:
- Manifestation im Erwachsenenalter
- Langsamer Überwuchs des Zahnfleisches mit Erscheinen der bleibenden Zähne mit möglicher Verschiebung von Zähnen
- Langsame Zunahme des Hörverlustes